# Куп пет нација 1960.
Куп пет нација 1960. (службени назив: 1960 Five Nations Championship) је било 66. издање овог најелитнијег репрезентативног рагби такмичења Старог континента. а 31. издање Купа пет нација.
Прво место су поделили Французи и Енглези.

## Такмичење
Шкотска - Француска 11-13
Енглеска - Велс 14-6
Велс - Шкотска 8-0
Енглеска - Ирска 8-5
Француска - Енглеска 3-3
Ирска - Шкотска 5-6
Ирска - Велс 9-10
Шкотска - Енглеска 12-21
Велс - Француска 8-16
Француска - Ирска 23-6

## Табела
|   | Селекција                      | ИГ | Д | Н | И | ПД | ПП | ПР  | Б |  |
| - | ------------------------------ | -- | - | - | - | -- | -- | --- | - |  |
| 1 | Рагби репрезентација Француске | 4  | 3 | 1 | 0 | 55 | 28 | +27 | 7 |  |
| 1 | Рагби репрезентација Енглеске  | 4  | 3 | 1 | 0 | 46 | 26 | +20 | 7 |  |
| 3 | Рагби репрезентација Велса     | 4  | 2 | 0 | 2 | 32 | 39 | -7  | 4 |  |
| 4 | Рагби репрезентација Шкотске   | 4  | 1 | 0 | 3 | 29 | 47 | -18 | 2 |  |
| 5 | Рагби репрезентација Ирске     | 4  | 0 | 0 | 4 | 25 | 47 | -22 | 0 |  |